# Juana Miranda
Juana Miranda, född 1842, död 1914, var en ecuadoriansk obstetriker. 
Hon tog examen i obstetrik 1874, och blev 1891 den första kvinnliga professorn i Ecuador, när hon utnämndes till professor i obstetrik vid den nya högskolan för obstetrik.  